# Nationalisme slovaque

Armoiries de la Slovaquie.

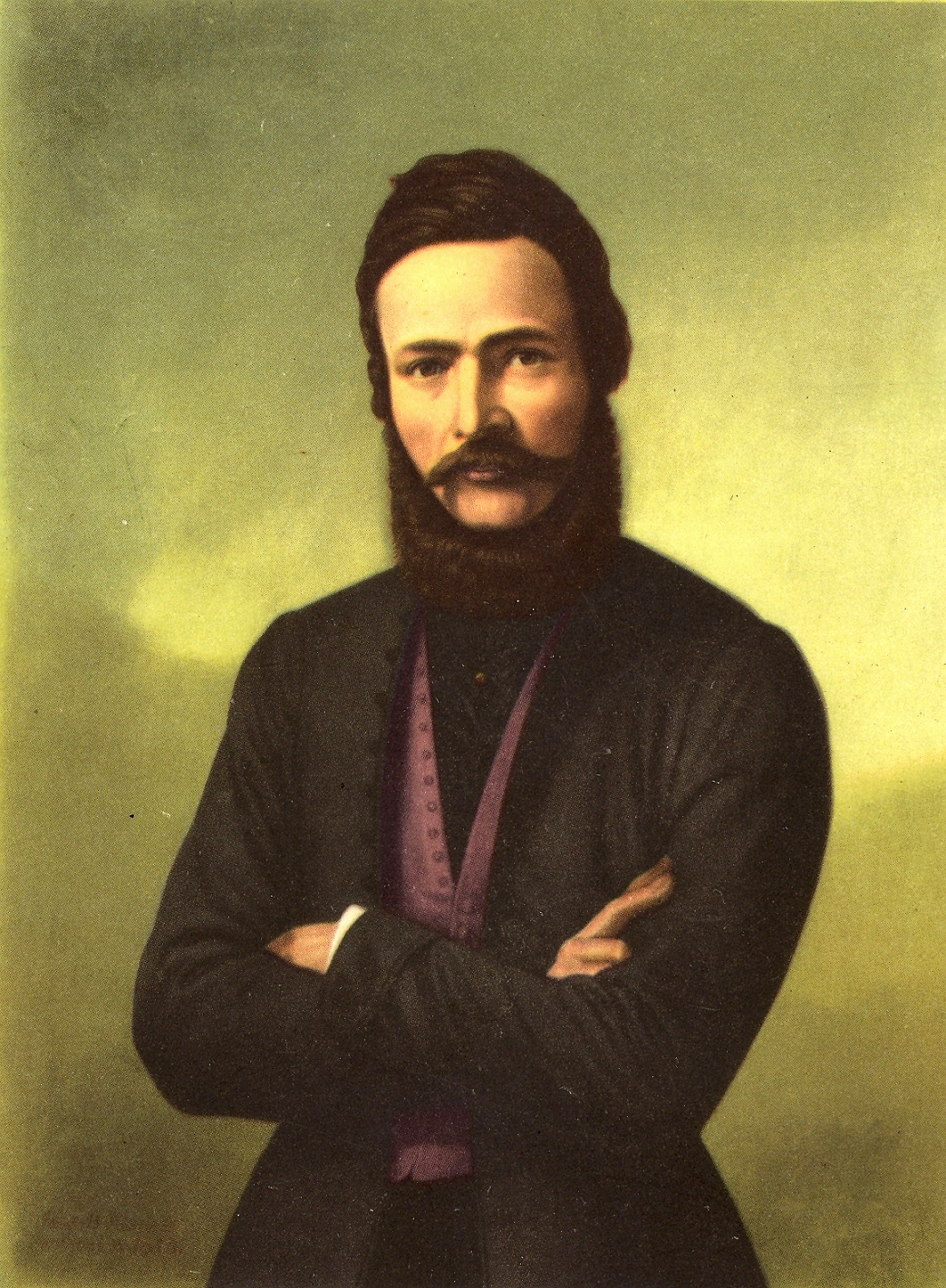
Le leader du renouveau national slovaque au XIXe siècle Ľudovít Štúr.

Le nationalisme slovaque est une idéologie nationaliste ethnique qui affirme que les Slovaques sont une nation et promeut l'unité culturelle des Slovaques.

## Partis nationalistes slovaques
- Parti national slovaque (1871–1938)
- Parti populaire slovaque (1913–1945)
- Parti national slovaque (1989–présent)[1],[2]
- Parti populaire – Mouvement pour une Slovaquie démocratique (1991–2014)
- Direction - Social-démocratie (1999–présent)[1],[2]
- Vrai parti national slovaque (2001–2005)
- Démocrates conservateurs de Slovaquie (2008–2014)
- Parti populaire Notre Slovaquie (2010–présent)[1],[2]